# Дэдпул 2
«Дэдпу́л 2» (англ. Deadpool 2) — американский супергеройский фильм, основанный на комиксах Marvel Comics о персонаже Дэдпуле. Сиквел фильма «Дэдпул» (2016) и одиннадцатый фильм киносерии «Люди Икс». Режиссёром выступил Дэвид Литч, а сценаристами — Ретт Риз, Пол Верник и Райан Рейнольдс. В ролях: Райан Рейнольдс, Морена Баккарин, Джулиан Деннисон, Ти Джей Миллер, Лесли Аггамс, Брианна Хильдебранд, Стефан Капичич, Зази Битц, Джош Бролин и Джек Кеси.
Планы о сиквеле фильма «Дэдпул» появились ещё до выхода первого фильма и были подтверждены в феврале 2016 года. Первоначальная творческая команда Рейнольдса, состоящая из Риза, Верника и режиссёра Тима Миллера, была настроена вернуться к сиквелу, однако Миллер покинул проект в октябре 2016 года из-за творческих разногласий с Рейнольдсом, вследствие чего был заменён Дэвидом Литчем. Дрю Годдард, также претендовавший на режиссёрское кресло, присоединился к проекту в качестве консультанта по сценарию. Состоялся большой кастинг на роль Кейбла, и в конечном итоге роль досталась Джошу Бролину. Съёмки кинокартины стартовали в июне 2017 года в Британской Колумбии (Канада).
Премьера фильма состоялась 1 мая 2018 года в Сеуле; в России картина вышла в прокат 17 мая, в США — 18 мая.

## Сюжет
Уэйд Уилсон, он же Дэдпул, два года борется с преступными группировками по всему миру. Уэйд возвращается домой к Ванессе, вместе с которой готовится завести ребёнка. Внезапно в их дом врываются бандиты и убивают Ванессу. Считая себя виноватым в смерти возлюбленной, Дэдпул предпринимает несколько попыток покончить жизнь самоубийством, подорвав себя с помощью бочек с взрывчаткой.
Колосс вытаскивает части тела Уэйда, разнесённые взрывом, из обломков его квартиры и относит в Особняк Икс.
Между основными кадрами фильма показывают будущее, но неизвестно, насколько оно близко к нашим дням. В доме, разрушенном мутантом по имени Файерфист, киборг-солдат Кейбл находит свою погибшую семью, а рядом обгоревшую игрушку медвежонка. Испытывая ярость и желание мстить, он использует некий артефакт для перемещения во времени и появляется в тот момент, в котором он может изменить будущее и найти убийцу его семьи. Он отбирает пикап у местных и грабит оружейный магазин.
Дэдпул выздоравливает и отправляется в сопровождении Колосса и Сверхзвуковой Боеголовки в качестве стажёра «Людей Икс» в детский приют под названием «Центр перевоспитания мутантов». Там подросток-мутант Рассел Коллинз (Файерфист) грозится разнести всё вокруг себя в пух и прах и убить всех, кто к нему подойдёт. Юноша твердит, что работники приюта издевались над ним. Услышав слова Рассела, Дэдпул убивает одного из работников. Их с Расселом арестовывают и помещают в тюрьму для мутантов. Тем временем Кейбл врывается в тюрьму с целью убить Рассела. Защищая мальчика, Уэйд в результате взрыва падает с тюремной стены, прихватив с собой киборга. Рассел же остаётся в тюрьме.
Дэдпул собирает команду по спасению мальчика-мутанта. Сформированный им отряд десантируется с парашютами на конвой, который перевозит заключённых, но все члены отряда, кроме Дэдпула и Домино, погибают от неудачного приземления. Кейбл вступает в бой с Дэдпулом, в ходе которого разрушается конвой. Рассел вместе с Джаггернаутом, одним из перевозимых заключённых, сбегают.
После битвы Кейбл соглашается помочь Уэйду остановить Рассела и Джаггернаута в их желании разрушить приют мутантов. Дэдпул, Домино и Кейбл приезжают в приют и дают бой Джаггернауту, а Рассел пытается убить директора приюта. Герои проигрывают Джаггернауту, к ним на помощь приходят Колосс, Боеголовка и её девушка Юкио. Уэйд пытается уговорить Рассела прекратить бойню. Он надевает ошейник, нейтрализующий суперспособности, и просит мальчика убить его. Кейбл стреляет в Рассела, но Дэдпул принимает пулю на себя и умирает. В результате будущее меняется: Рассел понял, что натворил, и, в итоге, в будущем не убивает семью Кейбла. То, что будущее изменилось, показывает плюшевый медвежонок, которого Кейбл оставил на память: игрушка стала целой, а значит то, что было раньше, уже не произойдёт. Кейбл возвращается в прошлое, используя последний из двух зарядов артефакта. Кейбл возвращается в тот момент времени, когда команда Дэдпула ехала в приют для перевоспитания мутантов, и во время остановки, похлопав Уэйда по груди, помещает ему за ремень перевязи для мечей на уровне груди жетон, подаренный Ванессой Уэйду в начале фильма, спасая таким образом его от своей пули. Рассел больше не желает убивать директора приюта, но того намеренно сбивает машиной таксист Допиндер.
В сценах после титров Боеголовка и Юкио восстанавливают устройство для путешествия во времени, заряды которого закончились по ходу действия фильма. Дэдпул перемещается во времени и спасает Ванессу, затем Питера из «Силы Икс». Далее он убивает свою копию из «Людей Икс: Начало. Росомаха» и актёра Райана Рейнольдса, у которого на руках сценарий к фильму «Зелёный Фонарь». В расширенной версии фильма Дэдпул также появляется у колыбели Адольфа Гитлера, но не может поднять руку на младенца и говорит, что позже вернётся вместе с Кейблом, который «обожает детишек валить».

## Актёрский состав
- Райан Рейнольдс — Уэйд Уилсон / Дэдпул:
Болтливый наёмник с ускоренным исцелением. Его лицо и тело изуродованы экспериментальной регенеративной мутацией[9].
  - Также Рейнольдс исполнил роль Джаггернаута.
- Джош Бролин — Натан Саммерс / Кейбл:
Путешествующий во времени солдат-полукиборг, «во многом противоположный Дэдпулу». Является мутантом уровня Омега, обладает способностью к телепатии. Бролин подписал контракт на четыре фильма, чтобы исполнить роль этого персонажа[10][11][12].
- Морена Баккарин — Ванесса Карлайл[англ.]: невеста Уэйда Уилсона[13].
- Джулиан Деннисон — Рассел Коллинз / Файерфист[англ.]: юный мутант, за которым охотится Кейбл[14].
- Зази Битц — Нина Турман / Домино: мутант, наёмница, имеющая способность манипулировать удачей[15][16].
- Ти Джей Миллер — Хорёк[англ.]: лучший друг Уэйда Уилсона, владелец бара, часто посещаемого наёмниками[17].
- Брианна Хильдебранд — Сверхзвуковая Боеголовка: мутант, подросток и ученица Людей Икс, способная детонировать атомные взрывы с помощью своего тела[18][19].
- Джек Кеси — Чёрный Том Кэссиди[англ.]: мутант, который может манипулировать энергией с помощью растений[20].
- Стефан Капичич[англ.] — Пётр Распутин / Колосс: мутант, член Людей Икс, имеющий способность превращать всё своё тело в органическую сталь[18][19].
- Терри Крюс — Бедлам[англ.]: мутант и член «Силы Икс» со способностью генерировать электромагнитную энергию[21][22].
- Билл Скарсгард — Цайтгайст: мутант с кислотной рвотой, который является членом «Силы Икс»[23][24].
- Льюис Тан — Шаттерстар[англ.]: пришелец из открытого космоса, владеющий боевыми искусствами, который является членом «Силы Икс»[25][26].
- Роб Дилейни — Питер: член «Силы Икс», у которого, по его словам, нет сверхспособностей. Питер является опытным пчеловодом, фанатом спорта и любящим мужем[22][27].
- Брэд Питт — Человек-невидимка: член «Силы Икс».
- Дакода Шепли[англ.] — Красный Омега (камео): мутант, заключённый в «Айсбокс».
- Лесли Аггамс — Слепая Эл[28][29]: пожилая слепая женщина, которая временно была соседкой Дэдпула.
- Эдди Марсан — директор приюта под названием «Центр перевоспитания мутантов».
- Каран Сони — таксист Допиндер[18][19].
- Сиори Куцуна — Юкио[30][31]: возлюбленная Сверхзвуковой Боеголовки.
- Майк Допуд — охранник тюрьмы «Айсбокс».

В сцене после титров были использованы кадры фильма «Люди Икс: Начало. Росомаха» (2009) с Хью Джекманом в роли Логана / Росомахи и Скоттом Эдкинсом в роли Оружия 11.

## История создания

### Предыстория
Продюсер Саймон Кинберг сообщил в сентябре 2015 года, что начались обсуждения идей продолжения первого фильма, который вышел на экраны в феврале 2016 года. Одна из них — появление Кейбла, которого раньше хотели включить в фильм «Люди Икс: Дни минувшего будущего» и в первый «Дэдпул» ещё до этого. Включение Кейбла в потенциальный сиквел подтвердил сам Дэдпул, сказав это в сцене после титров первого фильма.
Считалось, что Домино, персонаж, имеющий связи с Кейблом в комиксах, появится в сиквеле. К релизу первого фильма 20th Century Fox дал сиквелу зелёный свет, а сценаристы Ретт Риз и Пол Верник вернулись к работе. Хотя участие режиссёра Тима Миллера и продюсера и звезды Райана Рейнольдса не было ещё подтверждено для сиквела, компания Fox была «намерена сохранить творческую команду вместе». Участие Миллера и Рейнольдса было подтверждено на CinemaCon в апреле 2016 года, хотя Миллер ещё официально не подписал контракт.
Наша главная задача по отношению к «Дэдпулу 2» — не делать его масштабнее. Мы сопротивляемся искушению сделать сиквел больше и дороже, чем обычно и занимаются люди после того, как выпускают неожиданно выстреливший хит. По стилю и атмосфере второй фильм должен быть настолько же свежим, насколько и первый. И это серьёзное испытание, поскольку на разработку оригинального «Дэдпула» ушло десять лет, сейчас у нас попросту нет столько времени.
В июне 2016 года Кинберг сказал, что сценарий Верника и Риза должен быть закончен «совсем скоро» и что съёмки начнутся в начале 2017 года. В конце октября Миллер покинул проект из-за творческих разногласий с Рейнольдсом. Через месяц Рейнольдс высказался об уходе Миллера: «Всё, что я могу добавить: мне лично очень грустно, что он ушёл. Тим очень талантливый, и никто так много не работал над „Дэдпулом“, как он». Через неделю после ухода Миллера Fox рассматривал Дэвида Литча, Дрю Годдарда, Магнуса Мартенса и Руперта Сандерса на пост режиссёра. Литч являлся «сильным лидером» в этой роли и подписал контракт на месяц позже.

### Подготовка к съёмкам
В это же время Fox и продюсеры начали искать другого режиссёра для третьего фильма, который находится в разработке. В январе 2017 года Риз и Верник сообщили порталу Deadline, что продолжение всё ещё будет в силе для съёмок в 2017 году, и что это будет сольный фильм, который также подтвердит, что Колосс, Сверхзвуковая Боеголовка и таксист Допиндер вернутся. В том же докладе было указано, что история о происхождении Кейбла не будет адаптирована в сиквеле. В феврале 2017 года сообщалось, что Дрю Годдард и Рейнольдс работали над сценарием с Ризом и Верником. Продюсер Саймон Кинберг подтвердил, что фильм выйдет в 2018 году.

### Подбор актёров
В октябре 2016 года сообщили о том, что Лиззи Каплан, Мэри Элизабет Уинстэд, Сиенна Миллер, София Бутелла, Стефани Сигман, Сильвия Хукс, Руби Роуз, Маккензи Дэвис, Ив Хьюсон и Келли Рорбах рассматривались на роль Домино. Продюсеры были особенно заинтересованы в том, чтобы отдать роль афроамериканской или латиноамериканской актрисе. В марте 2017 года Рейнольдс объявил, что роль Домино в фильме сыграет Зази Битц. В том же месяце Морена Баккарин выразила желание вернуться к роли Ванессы Карлайл и проанализировать превращение её персонажа в Подражательницу. После нескольких недель стало известно, что роль Кейбла получил Джош Бролин. Спустя неделю Лесли Аггамс подтвердила, что вернётся к роли Слепой Эл. В июне Сиори Куцуна получила ключевую роль в фильме.

### Съёмки
Съёмки стартовали 17 июня 2017 года в Канаде возле замка Хэтли, который использовали в качестве особняка Икс в фильмах о «Людях Икс». Основные съёмки стартовали 26 июня в Ванкувере и планировались до 6 октября. Оператором работал Джонатан Села.
Во время съёмок погибла каскадёр Джои Харрис. Для профессиональной мотогонщицы это был первый опыт работы каскадёром, она подменяла Зази Битц в роли Домино, когда 14 августа врезалась в ванкуверский небоскрёб.

### «Жил-был Дэдпул»
В конце сентября 2018 года студия Fox объявили, что 12 декабря в кинотеатрах будет показан фильм, название которого заранее не публикуется., и предложила прессе и фанатам «угадать», что это будет за фильм. Это оказалась реконструированная версия «Дэдпула 2», имеющая рейтинг «PG-13», а не «R», как первоначальный театральный релиз. Рейнольдс намекнул, что эта версия покажет Дэдпула, пересказывающего оригинальную версию фильма Фреду Сэвиджу, пародируя фильм «Принцесса-невеста», где Сэвидж играл мальчика, которому рассказывал историю Питер Фальк, избегавший «страшных частей, которые были слишком взрослыми для мальчика». Данная версия фильма вышла 12 декабря 2018 года в США под названием «Жил-был Дэдпул». В ней не было жестоких сцен и ненормативной лексики, а на граффити со Стэном Ли добавили надпись «RIP». Премьера в России состоялась 3 января 2019 года.

## Реакция
«Дэдпул 2» собрал в мировом прокате 785 миллионов долларов, что позволило ему стать самым кассовым фильмов вселенной «Люди X» и вторым самым кассовым фильмом с рейтингом R после «Джокера».
Критики положительно оценили фильм. На сайте Rotten Tomatoes у фильма стоит оценка 84 %.

## Музыка
Junkie XL, композитор первого фильма, решил не возвращаться к сиквелу из-за ухода Миллера. В октябре 2017 года для записи музыки к фильму был приглашен Тайлер Бэйтс.
Литч хотел создать оригинальную песню для фильма, которая послужила эмоциональной сквозной линией для всех героев фильма; в конечном счёте ей стала песня «Ashes», исполненная Селин Дион.

## Маркетинг
Для презентации «Fox» на «CineEurope 2017» в июне Рейнольдс сделал видео-сообщение, надев костюм Дэдпула.

## Сиквел
К ноябрю 2016 года «Fox» планировала третий фильм, в котором, как говорили, будет участвовать команда «Сила Икс». После подтверждения того, что Литч возглавит работу над «Дэдпулом 2», выяснилось также, что Fox искала отдельного режиссёра для постановки третьего фильма. В марте 2017 года Риз рассказал, что хотя в «Дэдпуле 2» и была создана команда «Сила Икс», будущий фильм, посвящённый команде, и «Дэдпул 3» будут разными проектами.
После приобретения компании 21st Century Fox компанией Walt Disney Company в 2019 году все запланированные фильмы о Людях Икс, находящиеся в разработке, за исключением «Дэдпула 3», были отменены, а контроль над франшизой перешёл к Marvel Studios.

### Кинематографическая вселенная Marvel
После того, как было объявлено предполагаемое приобретение студии «21st Century Fox» студией «Disney», генеральный директор «Disney» Боб Айгер сказал, что Дэдпул будет включён в кинематографическую вселенную Marvel под руководством «Disney», и что компания готова делать будущие фильмы о Дэдпуле с рейтингом «R» «до тех пор, пока даём зрителям знать, чего ожидать». В мае 2018 года Рейнольдс заявил, что третий фильм про Дэдпула, возможно, не будет снят, учитывая смещение фокуса франшизы на «Силу Икс», хотя Риз и Верник считали, что третий фильм должен выйти после выхода «Силы Икс». Они таким образом сравнили свое решение с решением франшизы «Железный человек» выпустить фильм «Железный человек 3» (2013) после выхода кроссовера «Мстители». Кроме того, Литч выразил заинтересованность в возвращении к франшизе, сказав: «Я был бы признателен за работу над чем-то с Рейнольдсом в главной роли. Это зависит только от времени и места, поэтому мы следим за действиями, что и как случится».
«Disney» и «Marvel Studios» внимательно изучили версию фильма «Жил-был Дэдпул», чтобы выяснить, можно ли интегрировать персонажа в рейтинг «PG-13». Однако впоследствии сценаристы первых двух фильмов Ретт Риз и Пол Верник заявили, что «Marvel Studios» дали добро на сохранение рейтинга «R» для третьего фильма. В марте 2022 года Шон Леви стал режиссёром фильма, а Риз и Верник вернулись к написанию сценария.